# معركة لوجاس
معركة لوجاس هي معركة حدثت بتاريخ 25 أيلول 1695 بالقرب من مدينة لوجاس شرقي بانات، وقعت المعركة بين قوات الدولة العلية العثمانية وقوات الإمبراطورية الرومانية المقدسة كجزء من الحرب التركية العظمى.
في عام 1695، استعادت الدولة العثمانية موقعها الهجومي. أمر السلطان مصطفى الثاني بتجديد الهجوم في ترانسلفانيا وفتح جيشه بعد فترة قصيرة على بلدة ليبوا. كانت القوات النمساوية المتمركزة في بانات وقريباً من ليبوا تحت قيادة الكونت فريدريكو فيتيراني، وكان تعداد الجيش 7,000 رجلاً. تقدم العثمانيون من ليبوا واصطدم مع الجيش النصراني، سببت المعركة خسائر كبيرة في كلا الطرفين، وخسر النمساويون الكونت فيتيراني، الذي أخذه العثمانيون أسيراً ثم أُعدِم. وقتِل أيضاً أنتوني زنوريتش، قائد وحدات الميليشيات الصربية في الجيش النمساوي.